# Liste du patrimoine mondial à Chypre
Cet article recense les sites inscrits au patrimoine mondial à Chypre.

## Statistiques
Chypre accepte la Convention pour la protection du patrimoine mondial, culturel et naturel le 14 août 1975. Le premier site protégé est inscrit en 1980.
En 2015, Chypre compte 3 sites inscrits au patrimoine mondial, tous culturels.
Le pays a également soumis 11 sites à la liste indicative, 4 culturels, 5 naturels et 2 mixtes.
Tous ces sites sont situés dans la partie sud de l'île, sous contrôle effectif de la république de Chypre. Aucun ne se trouve dans la partie nord, sous le contrôle de facto de la république turque de Chypre du Nord. Cette dernière, qui n'est reconnue par aucun pays des Nations unies à part la Turquie, n'a pas la possibilité de soumettre des propositions à l'Unesco.

## Listes

### Patrimoine mondial
Les biens chypriotes suivants sont inscrits au patrimoine mondial :
| Id. | Bien                                    | District            | Année | Superficie (ha) | Critères et notes | Coordonnées | Illus. |
| --- | --------------------------------------- | ------------------- | ----- | --------------- | --- | --- | ------ |
| 848 | Choirokoitia                            | Larnaca             | 1998  | 6,2             | Culturel, (ii), (iii), (iv) | 34° 47′ 53″ nord, 33° 20′ 35″ est |        |
| 351 | Églises peintes de la région de Troodos | Limassol et Nicosie | 1985  | 3,693           | Culturel, (ii), (iii), (iv) 10 églises : - Agios Nikolaos tis Stegis (el) - monastère Agios Ioannis Lampadistis - Panagia Phorbiotissa (el) - Panagia tou Araka (el) - Panagia tou Moutoulla (el) - Archangelos Michail (de) - Timios Stavros (de) - Panagia tis Podithou (de) - Église Sainte-Croix d'Agiasmáti - Agia Sotera (de) | 34° 58′ 38″ nord, 32° 53′ 22″ est 34° 59′ 32″ nord, 32° 49′ 49″ est 35° 02′ 47″ nord, 32° 58′ 21″ est 34° 57′ 56″ nord, 33° 00′ 22″ est 34° 58′ 57″ nord, 32° 49′ 27″ est 34° 58′ 04″ nord, 32° 49′ 53″ est 34° 53′ 35″ nord, 32° 57′ 59″ est 35° 00′ 13″ nord, 32° 53′ 46″ est 34° 58′ 45″ nord, 33° 02′ 49″ est 34° 55′ 18″ nord, 33° 05′ 41″ est |        |
| 79  | Paphos                                  | Paphos              | 1980  | 162,0171        | Culturel, (iii), (vi) Le bien comprend trois sites distincts : - ville sacrée d'Aphrodite à Kato Paphos - tombes des Rois à Paphos - sanctuaire d'Aphrodite à Koúklia (en) | 34° 45′ 21″ nord, 32° 24′ 15″ est 34° 46′ 30″ nord, 32° 24′ 25″ est 34° 42′ 26″ nord, 32° 34′ 27″ est |        |

### Liste indicative

#### Liste actuelle
Les sites suivants sont inscrits sur la liste indicative du pays à la fin 2020. Six sites inscrits en 2002 concernent l'ophiolite du Troodos (en), mais font chacun l'objet d'une inscription distincte.
| Site                                                                            | District          | Type                                  | Date | Lien | Notes                                                                        | Coordonnées                       | Illus. |
| ------------------------------------------------------------------------------- | ----------------- | ------------------------------------- | ---- | ---- | ---------------------------------------------------------------------------- | --------------------------------- | ------ |
| Église Panagia Chrysokourdaliotissa, Kourdali                                   | Nicosie           | Culturel (ii), (iii), (iv)            | 2002 | 1672 | Le site serait une extension du bien Églises peintes de la région de Troodos | 34° 58′ 26″ nord, 32° 57′ 04″ est |        |
| Village rural de Fikardou (en)                                                  | Nicosie           | Culturel (ii), (iii), (iv), (v)       | 2002 | 1673 |                                                                              | 34° 57′ 32″ nord, 33° 10′ 16″ est |        |
| Mathiatis (el) Sud                                                              | Nicosie           | Mixte                                 | 2002 | 1674 | Partie de l'ophiolite du Troodos (en)                                        | 34° 57′ 47″ nord, 33° 20′ 10″ est |        |
| Kionia                                                                          |                   | Naturel (viii), (ix)                  | 2002 | 1675 | Partie de l'ophiolite du Troodos (en)                                        | 34° 55′ 37″ nord, 33° 11′ 17″ est |        |
| Chandriá                                                                        |                   | Naturel (viii), (ix)                  | 2002 | 1676 | Partie de l'ophiolite du Troodos (en)                                        | 34° 57′ 00″ nord, 32° 59′ 38″ est |        |
| Troodos, Mont Olympe                                                            | Limassol, Nicosie | Naturel (viii), (ix)                  | 2002 | 1677 | Partie de l'ophiolite du Troodos (en)                                        | 34° 56′ 13″ nord, 32° 51′ 50″ est |        |
| Pont de Malounta                                                                |                   | Naturel (viii), (ix)                  | 2002 | 1678 | Partie de l'ophiolite du Troodos (en)                                        | 34° 51′ 58″ nord, 32° 40′ 08″ est |        |
| Pont de Klirou                                                                  |                   | Naturel (viii), (ix)                  | 2002 | 1679 | Partie de l'ophiolite du Troodos (en)                                        | 35° 00′ 25″ nord, 33° 09′ 54″ est |        |
| Église Agioi Varnavas et Ilarion (de) à Peristerona (en) (églises à cinq dômes) | Nicosie           | Culturel (ii), (iii), (iv)            | 2004 | 1874 |                                                                              | 35° 07′ 49″ nord, 33° 04′ 50″ est |        |
| Église Panagia Angeloktisti (el)                                                | Larnaca           | Culturel (i), (ii), (iii), (iv), (vi) | 2015 | 5987 |                                                                              | 34° 50′ 51″ nord, 33° 34′ 16″ est |        |
| Hala Sultan Tekke et le complexe du lac Salé de Larnaca (en)                    | Larnaca           | Mixte (iii), (iv), (vi), (ix), (x)    | 2016 | 6084 |                                                                              | 34° 53′ 07″ nord, 33° 36′ 36″ est |        |

#### Anciennes propositions
Les sites suivants ont été inscrits sur la liste indicative du pays, avant d'être abandonnés par la suite.
| Site                                                                                        | Notes                                                                                    | Coordonnées                                                          | Illus. |
| ------------------------------------------------------------------------------------------- | ---------------------------------------------------------------------------------------- | -------------------------------------------------------------------- | ------ |
| Église Saint-Parascève de Geroskípou (el)                                                   |                                                                                          | 34° 45′ 34″ nord, 32° 27′ 11″ est                                    |        |
| Église Agios Mamas de Louvaras                                                              | Proposée dans le cadre d'une extension des églises peintes de Troodos                    | 34° 50′ 15″ nord, 33° 02′ 39″ est                                    |        |
| Église Agios Sozomenos de Galata                                                            | Proposée dans le cadre d'une extension des églises peintes de Troodos                    | 34° 59′ 47″ nord, 32° 53′ 54″ est                                    |        |
| Kourion                                                                                     | Le site se situe sur le territoire de la base d'Akrotiri, sous souveraineté britannique. | 34° 39′ 50″ nord, 32° 53′ 17″ est                                    |        |
| Les sites préhistoriques chypriotes : Choirokoitia, Tenta (en), Ágios Dimítrios à Kalavasós | Seul le site de Choirokoitia a été inscrit au patrimoine mondial.                        | 34° 47′ 53″ nord, 343° 00′ 00″ est 34° 45′ 07″ nord, 33° 18′ 11″ est |        |
| Terrasses des villages viticoles                                                            |                                                                                          |                                                                      |        |